# 納富俊行
納富 俊行（のうとみ としゆき、1971年6月15日 - ）は、日本のウエイトリフティング選手。兵庫県神戸市出身。1996年アトランタオリンピック重量挙げ男子54kg級10位。日本体育大学卒業、現兵庫県立須磨友が丘高等学校教員。